# Glenn Whelan
Glenn David Whelan (Dublin, 13 de janeiro de 1984) é um ex-futebolista irlandês que atuava como volante. 

## Carreira
Glenn Whelan fez parte do elenco da Seleção Irlandesa de Futebol da Eurocopa de 2016.